# Waterloo (Sydney)
Waterloo ist ein Stadtteil von Sydney, New South Wales in Australien, mit 16.379 Einwohnern (2021), der vier Kilometer südlich der Innenstadt von Sydney liegt. Er grenzt an die Stadtteile Darlington, Redfern, Moore Park, Eveleigh, Zetland, Alexandria, Rosebery und Kensington.
Waterloo ist nach der Schlacht von Waterloo (im Jahre 1815) benannt. In den 1820er Jahren begann die Industrialisierung dieses Gebietes mit Papier- und Getreidemühlen.
Waterloo zählt zu den Stadtteilen von Sydney, in denen Personen mit niedrigerem Einkommen leben. Die Arbeitslosigkeit ist mit 6,2 % (im Jahre 2021) hoch und der Stadtteil ist ein sozialer Brennpunkt. Diese Vorstadt Sydneys wird weitestgehend von Häusern dominiert, die auf ein niederes Einkommen hinweisen. Die Häuser und die öffentlichen Gebäude wurden in der zweiten Hälfte des 20. Jahrhunderts gebaut. Heute gibt es in verschiedenen Teilen der Vorstadt soziale Probleme, da sich dort kaum Gewerbe niederlässt. Im so genannten Green Square, einem Distrikt von Waterloo, wurde eine urbane Erneuerung durchgeführt und es sind zahlreiche postmoderne Gebäude entstanden, die Investoren nach sich ziehen.
Waterloo kann mit Bussen und der Distrikt Queen Square mit der U-Bahn von Sydney aus erreicht werden. Im Stadtteil gibt es einige Kirchenbauten wie beispielsweise die Shrine and Parish of Our Lady of Mount Carmel Catholic Church und die Waterloo Uniting Church. Die Waterloo Urban Conservation Area bildet eine denkmalgeschützte Area aus dem 19. Jahrhundert mit historischen Gebäuden. Zur sportlichen Erholung gibt es für die Bevölkerung den Waterloo Park.

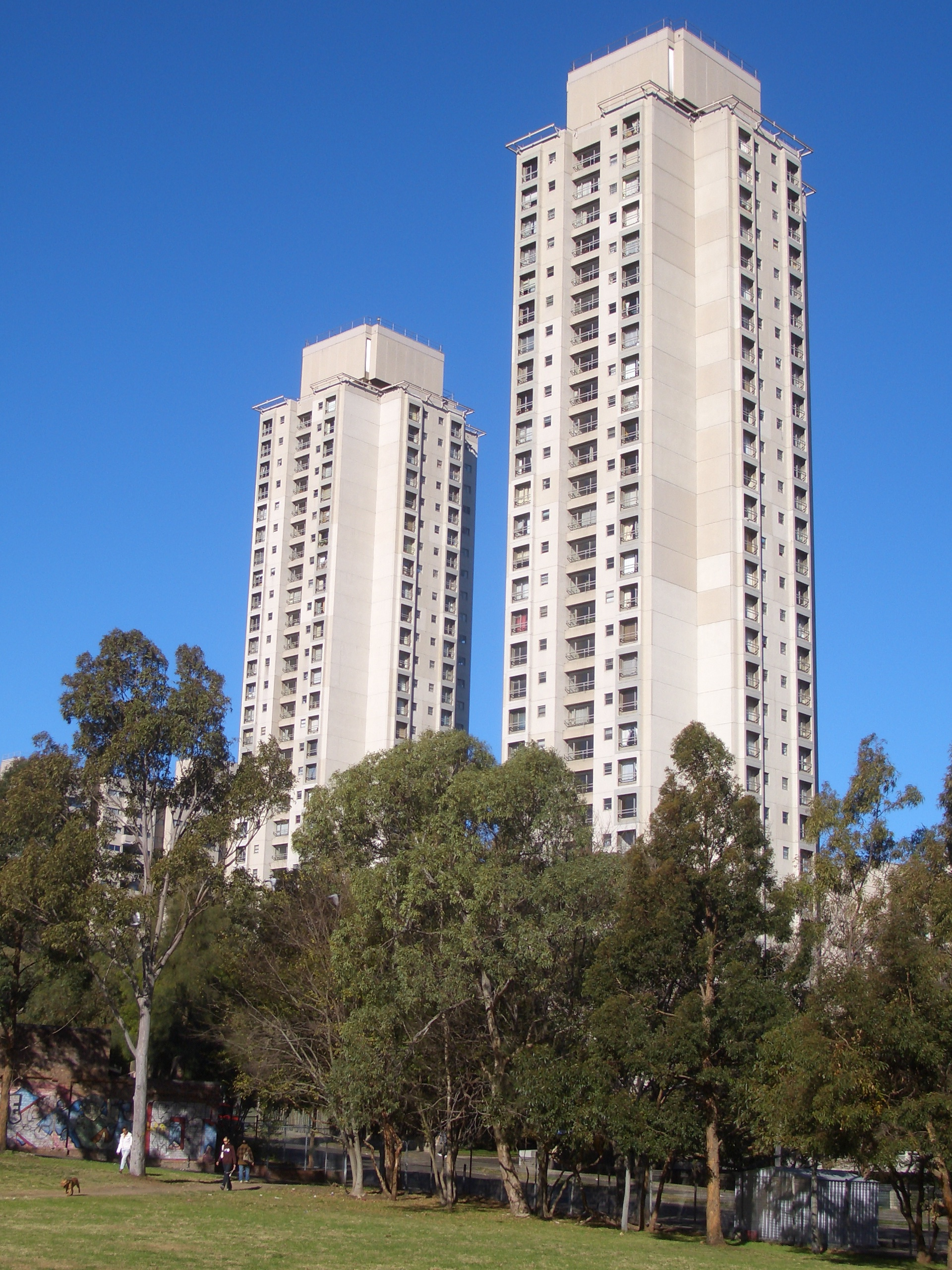
Waterloo Hochbauten
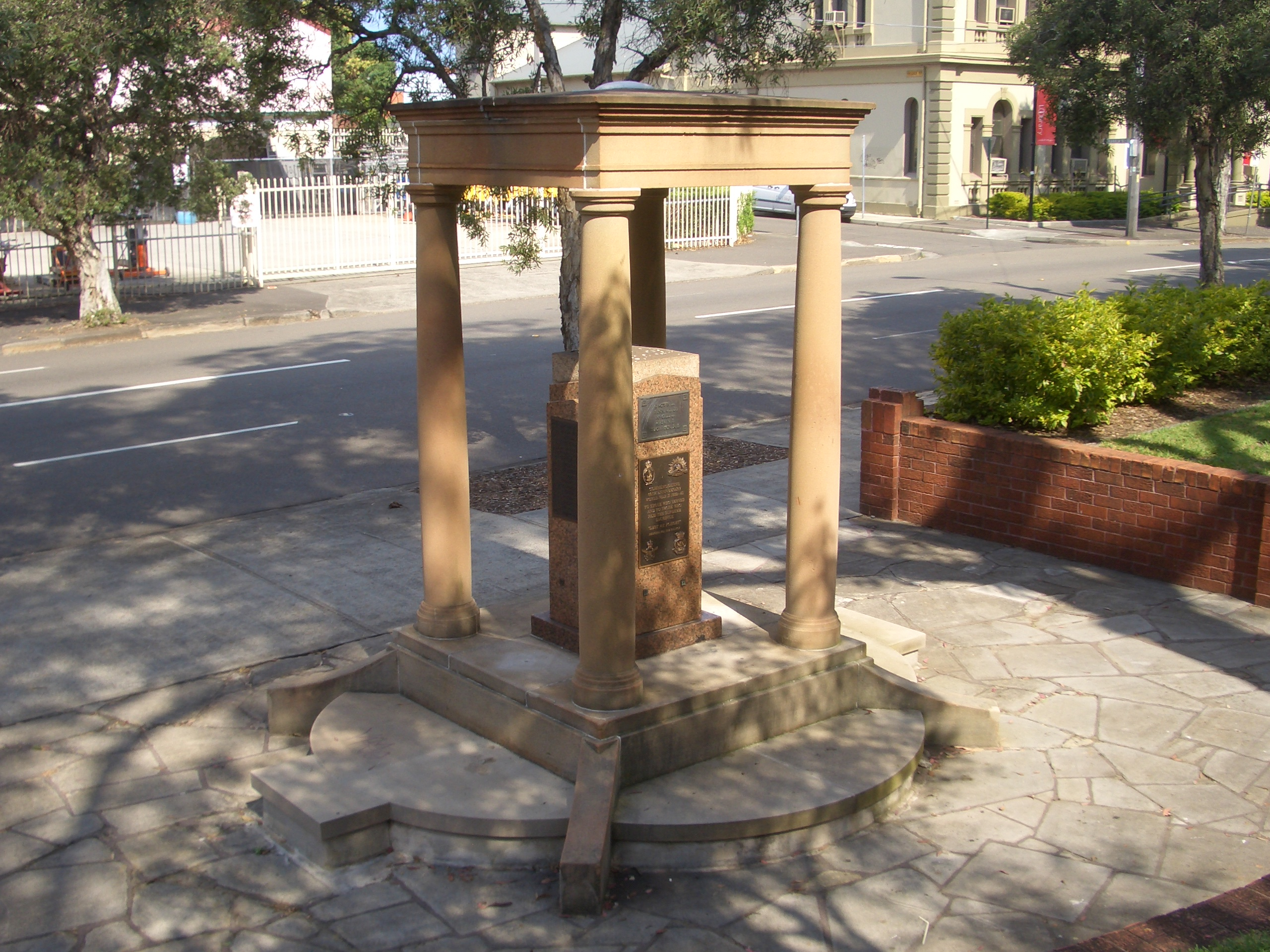
Waterloo War Memorial Elizabeth Street
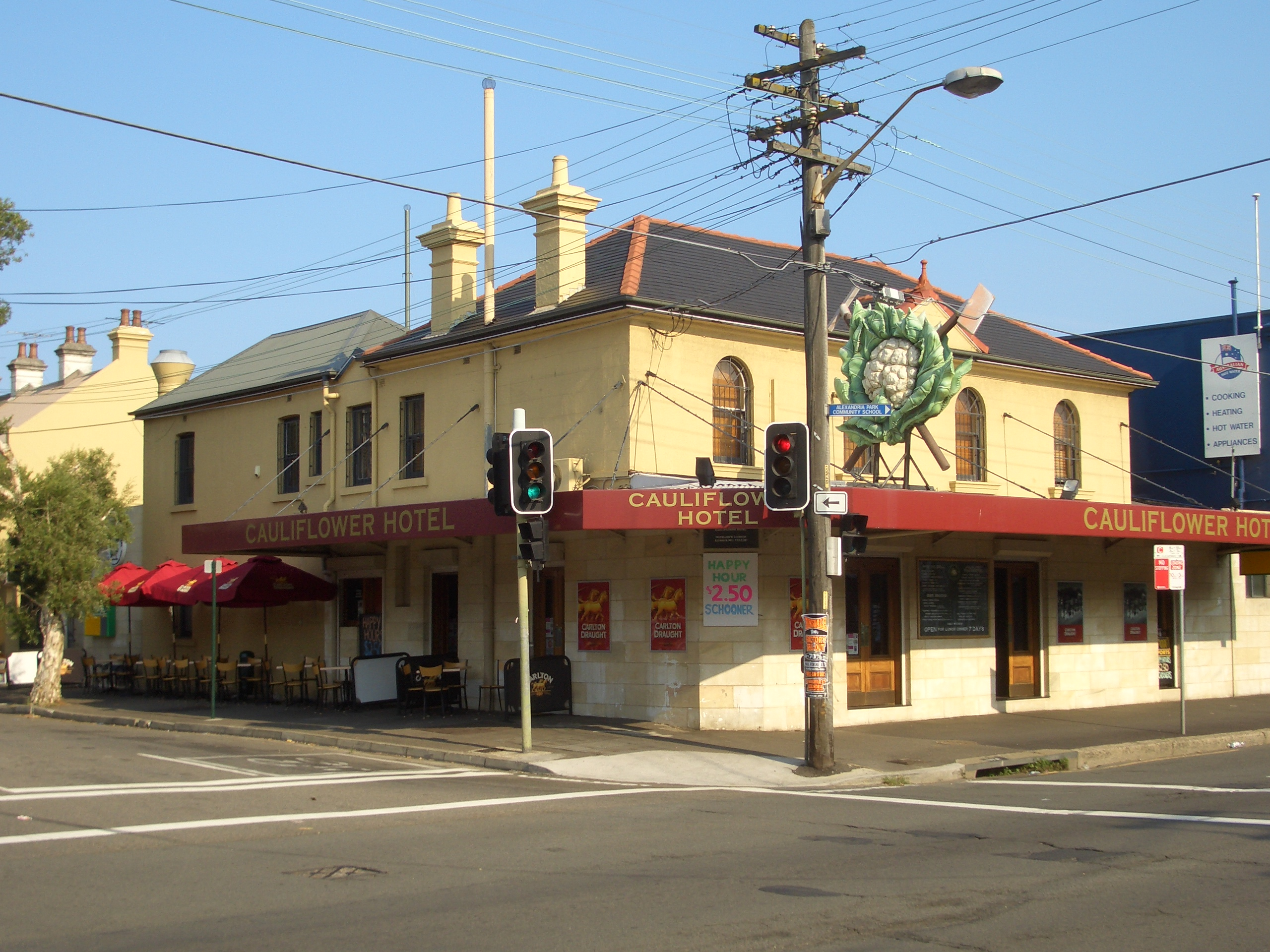
Cauliflower Hotel Botany Road